# Oud Postgebouw (Gent)

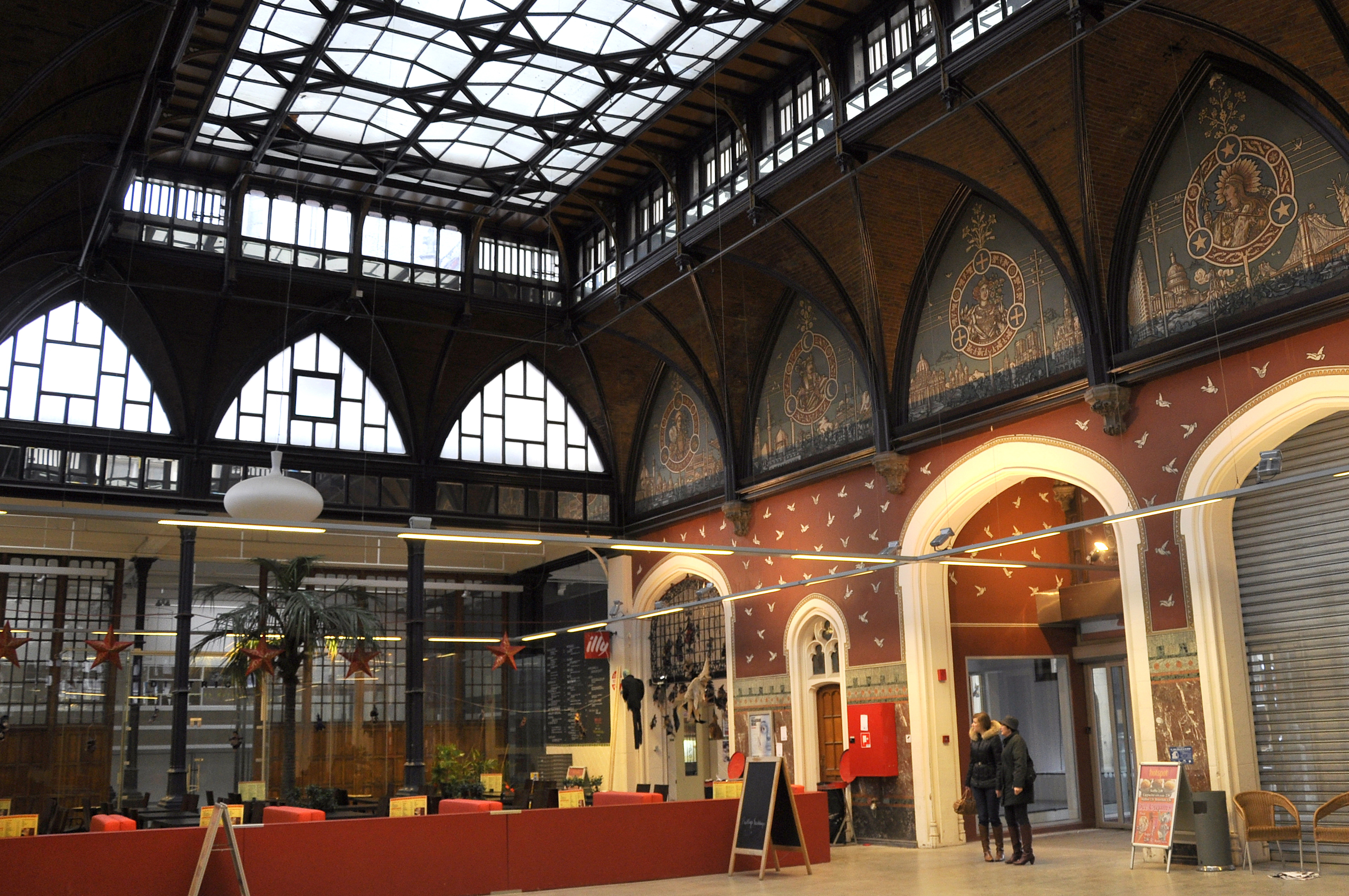
Het interieur in 2010

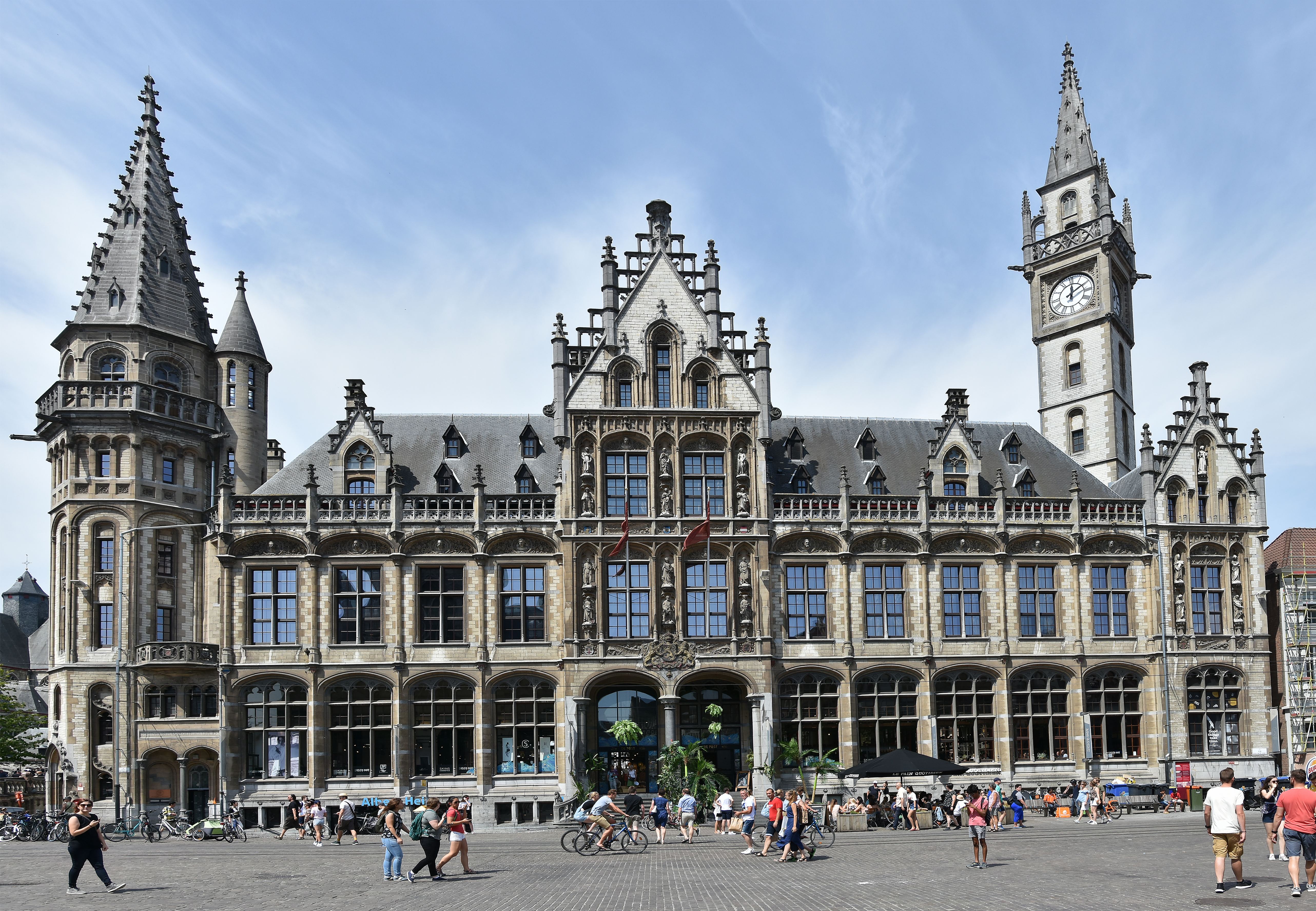
De voorgevel in 2019

Het Oud Postgebouw is een monumentaal gebouw in Gent, gelegen op de Korenmarkt en aan de Graslei, naast de Sint-Michielshelling.

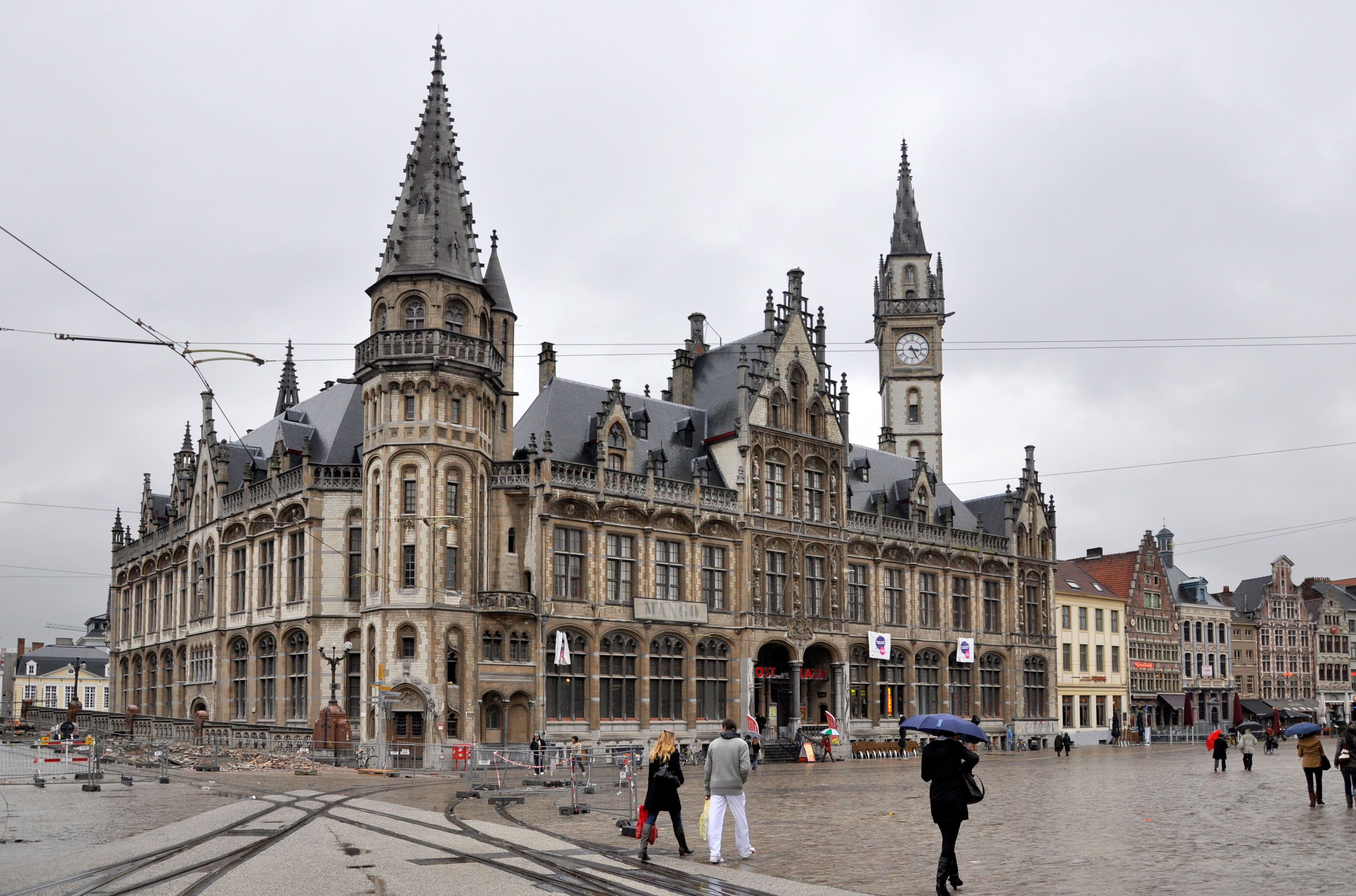
Het Oud Postkantoor aan de Korenmarkt

## Geschiedenis
Op de plaats van dit gebouw werd in 1897 een pakhuis in Lodewijk XIV-stijl gesloopt. Oorspronkelijk werd op deze locatie de bouw van de nieuwe Vlaamse Schouwburg voorzien, maar dit plan werd afgeblazen. In 1896 werd de ontwerpopdracht toegewezen door J. Van den Peereboom, de toenmalige minister van Spoorwegen, Post en Telegraaf, aan de architect Louis Cloquet in samenwerking met de provincie-architect Stéphane Mortier. Het bouwplan werd in 1898 gefinaliseerd. Het postgebouw zelf werd opgetrokken tussen 1900 en 1908. Het duurde nog tot oktober 1910 alvorens de postdiensten van Gent-centrum naar de Korenmarkt werden overgebracht. Ter gelegenheid van de wereldtentoonstelling van 1913 werden er twee tijdelijke postkantoren geopend.
In 1998 werd het gebouw verkocht door de Regie der Posterijen. Daarna was er op het gelijkvloers een winkelcentrum met daarboven appartementen. Sedert eind 2017 is de bovenverdieping ingericht als luxehotel terwijl er winkels gevestigd zijn op de gelijkvloerse verdieping. Dit indrukwekkende gebouw maakt deel uit van een zone gevormd door de Sint-Michielsbrug begrensd door het huis Sint-Michiel en het voormalig postgebouw.
Het gebouw is beschermd als monument sinds 1999.

## Gebouw

### Bouwstijl
Het gebouw is opgetrokken in een eclectische stijl met overwegend neogotische en neorenaissance-invloeden, in navolging van de fraaie gevel van het Gildehuis der Vrije Schippers op de Graslei. Het heeft achthoekige torens met spitsen, waaronder de traptoren op de hoek met de Sterrenstraat en de toegangspartij ook met traptoren aan de Korenmarkt. Verder springt de 52 meter hoge uurwerktoren in het oog. De postduiven die op de muren geschilderd zijn verwijzen nog naar de oorspronkelijke functie van het gebouw. Ondanks deze traditionele elementen is er gebruikgemaakt van eigentijdse materialen en technieken. De hygiëne was een sterk aandachtspunt. De glas- en staalconstructies werden verstopt achter een kleurrijke natuursteen.

### Geveldecoratie
De gevels zijn rijkelijk versierd met beelden, koppen en wapenschilden, meer dan 100 in het totaal. De geveldecoratie heeft een internationaal karakter met een uitbeelding van het toenmalige België en zijn kolonie, de vijf werelddelen, en de regerende staatshoofden van alle landen die destijds deel uitmaakten van de Wereldpostunie.

#### België
In het middenrisaliet aan de Korenmarkt staan 12 beelden: de bovenste drie werden gekapt door Aloïs De Beule. Drie vrouwen symboliseren België met de Gentse leeuw en een koninklijke kroon, Vlaanderen met de textielindustrie en Wallonië met de metaalnijverheid en mijnontginning. De volgende negen beelden symboliseren de 9 provincies met hun attributen; deze beelden werden gekapt door Remi Rooms.

#### Werelddelen
In de rechtervleugel langs de Korenmarkt staan 5 beelden; ze symboliseren de 5 werelddelen en werden gekapt door beeldhouwer Geo Verbanck.

#### Staatshoofden
In totaal werden de koppen van 24 personen afgebeeld. Er was één speciale uitzondering in deze beeldenreeks voor Florence Nightingale, die in 1910 was overleden als frontverpleegster. Deze koppen werden vervaardigd door Aloïs De Beule (kant Korenmarkt) en Oscar Sinia (kant Graslei en Pakhuisstraat).
Ten slotte zijn er nog het Afrikaanse meisje, dat het toenmalig Belgisch-Congo symboliseert, langs de Pakhuisstraat en de "Engel van De Tijd” met de zonnewijzer op de hoek naar de Leie, die van de hand van beeldhouwer Oscar Sinia zijn.